# Гризолија
Гризолија (итал. Grisolia) је насеље у Италији у округу Козенца, региону Калабрија.
Према процени из 2011. у насељу је живело 1293 становника. Насеље се налази на надморској висини од 423 м.

## Становништво
| 1951. | 1961. | 1971. | 1981. | 1991. | 2001. | 2011. |
| ----- | ----- | ----- | ----- | ----- | ----- | ----- |
| 3.430 | 3.561 | 3.009 | 2.642 | 2.497 | 2.395 | 2.310 |